# CVV Velocitas
Cadetten Voetbal Vereeniging Velocitas (Latijn: Snelheid) is een Nederlandse amateurvoetbalclub uit Breda. Velocitas is op dit moment een ondervereniging van het Cadettencorps op de KMA.

## Geschiedenis
Velocitas werd op 21 oktober 1895 opgericht te Breda door cadetten van de KMA. In 1899 gaf de Gouverneur van de K.M.A. toestemming om deel te nemen aan de competities van de NVB. Ze speelden hun thuiswedstrijden  in het Wilhelminapark in Breda. Hun grootste succes behaalden ze in het seizoen 1899-1900 door de Holdertbeker (de voorloper van de KNVB beker) te winnen. In het seizoen 1903-1904 eindigde de club op de derde plaats in de competitie. Bekende internationals die voor Velocitas Breda hebben gespeeld zijn: Ben Stom, Guus Lutjens, Jan Akkersdijk, Eddy de Neve, Guus van Hecking Colenbrander en Fred van der Poel. De club is tijdelijk opgeheven in 1932. 

## Bekende (oud-)spelers
- Jan Akkersdijk

## Erelijst
- Beker van Nederland: 1900[3]
- Zilveren Bal: 1904

SV Advendo · VV Baronie · VV Bavel · VV Beek Vooruit · BSV Boeimeer · RKVV DIA · RKSV Groen Wit · The Gunners · RKVV JEKA · NAC Breda · VV PCP · SAB · TVC Breda · UVV '40 · WDS '19

Voormalig: VV Barça · VV Breda · Bredania · SC Hoge Vucht · CVV Velocitas · 't Zesde